# Raimon Carrasco i Azemar
Raimon Carrasco i Azemar (Barcelona, 17 de febrer 1924 – Barcelona, 20 de març de 2022) va ser un empresari català, fill de Manuel Carrasco i Formiguera i Pilar Azemar i Puig de la Bellacasa. Va presidir el Futbol Club Barcelona, Banca Catalana i la Fundació Enciclopèdia Catalana. És germà de Rosa Maria Carrasco i Azemar.

## Biografia
Es graduà a l'IESE i s'inicià en el món empresarial com a director de Compañía de Industrias Agrícolas, vicepresident del Banc Industrial de Catalunya (BIC) i de la companyia química Sinorgan, alhora que fou conseller de Liga Financiera, de FECSA, de la Constructura Ribas y Pradell i de l'asseguradora Chasyr.
Fou un dels artífex de la modernització de les Cambres de Comerç, Indústria i Navegació el 1966. Fou directiu del FC Barcelona del 1969 al 1977 sota la presidència d'Agustí Montal i Costa, i president accidental del club de 18 de desembre de 1977 a l'1 de juliol de 1978, quan se celebraren les primeres eleccions democràtiques del club després del franquisme on va guanyar Josep Lluís Núñez.
Alhora, milità a UDC (tot i que no ocupà cap càrrec destacat) i fou un dels directius i darrer president de Banca Catalana (1965-1981). El 17 de novembre de 1974 participà en la fundació de Convergència Democràtica de Catalunya al monestir de Montserrat. Fou president de la Fundació Enciclopèdia Catalana de 1996 a 2006, membre de la Fundació de la UPC i membre de la junta directiva d'Òmnium Cultural. També va ser secretari de la Fundació Institut Guttmann i va continuar vinculat al FC Barcelona com a membre del Consell Assessor de la Junta Directiva i a Òmnium Cultural com a president del Consell de Fundadors i Antics Directius de l'entitat.
L'any 2013 fou distingit amb la Creu de Sant Jordi.

### Títols aconseguits
- Secció de futbol: 1 títol

- 1 Copa del Rei: 1977-1978.

- Secció de bàsquet: 1 títol

- 1 Copa del Rei: 1977-1978.

- Secció d'Hoquei sobre patins: 3 títols

- 1 OK Lliga: 1977-1978.
- 1 Copa del Rei: 1977-1978.
- 1 Copa d'Europa: 1977-1978.